# Twierdzenie o reprezentacji algebr Heytinga
Twierdzenie o reprezentacji algebr Heytinga – odpowiednik twierdzenia Stone’a o reprezentacji algebr Boole’a dla algebr Heytinga. Twierdzenie to mówi, że każda algebra Heytinga jest izomorficzna z pewną podalgebrą topologicznej algebry Heytinga swojej przestrzeni Stone’a.

## Twierdzenie
Definicja {\displaystyle {\boldsymbol {\Phi }}} oraz przestrzeni Stone’a dla algebry Heytinga {\displaystyle {\mathcal {H}}}
Niech {\displaystyle {\mathcal {H}}} będzie algebrą Heytinga z uniwersum {\displaystyle H.} Algebry Heytinga są wzbogaceniem krat rozdzielnych, a więc na mocy twierdzenia o reprezentacji dla krat rozdzielnych odwzorowanie {\displaystyle {\boldsymbol {\Phi }}\colon H\to \wp {\big (}{\mathcal {S}}_{\mathcal {H}}{\big )}} dane wzorem
{\displaystyle {\boldsymbol {\Phi }}(a):=\{F\in {\mathcal {S}}_{\mathcal {H}}:\,a\in F\}}
jest izomorfizmem krat.
W szczególności jest ono także izomorfizmem krat ograniczonych, ponieważ
{\displaystyle {\boldsymbol {\Phi }}(\bot )=\varnothing ,\,{\boldsymbol {\Phi }}(\top )={\mathcal {S}}_{\mathcal {H}}.}
Niech teraz {\displaystyle {\mathcal {T}}} będzie najmniejszą topologią na {\displaystyle {\mathcal {S}}_{\mathcal {H}},} w której wartościami odwzorowania {\displaystyle {\boldsymbol {\Phi }}} są zbiory otwarte. Okazuje się, że {\displaystyle {\boldsymbol {\Phi }}(H)} jest bazą tej przestrzeni.
Topologię tę nazywamy topologią Stone’a. Przestrzeń {\displaystyle \langle {\mathcal {S}}_{\mathcal {H}},{\mathcal {T}}\rangle } nazywamy przestrzenią Stone’a algebry {\displaystyle {\mathcal {H}}.}
{\displaystyle {\boldsymbol {\Phi }}} jest homomorfizmem algebr Heytinga {\displaystyle {\mathcal {H}}} i algebry topologicznej {\displaystyle {\mathcal {H}}_{\mathcal {T}}.}
Należy jeszcze pokazać, że {\displaystyle {\boldsymbol {\Phi }}} zachowuje działanie {\displaystyle \mathbf {C} ^{\mathcal {H}},} czyli że
{\displaystyle {\boldsymbol {\Phi }}(a\to b)={\boldsymbol {\Phi }}(a)\Rightarrow {\boldsymbol {\Phi }}(b).}
Skoro {\displaystyle {\boldsymbol {\Phi }}} jest izomorfizmem krat, to
{\displaystyle {\boldsymbol {\Phi }}(a)\cap {\boldsymbol {\Phi }}(a\to b)={\boldsymbol {\Phi }}{\big (}a\sqcap (a\to b){\big )}\leqslant {\boldsymbol {\Phi }}(b),} skąd {\displaystyle {\boldsymbol {\Phi }}(a\to b)\subseteq {\boldsymbol {\Phi }}(a)\Rightarrow {\boldsymbol {\Phi }}(b).}
Dla dowodu inkluzji przeciwnej, niech {\displaystyle x\in {\boldsymbol {\Phi }}(a)\Rightarrow {\boldsymbol {\Phi }}(b).} Wówczas, skoro {\displaystyle {\boldsymbol {\Phi }}{\grave {}}\,{\grave {}}|{\mathcal {H}}|} jest bazą topologii Stone’a, istnieje {\displaystyle c\in |{\mathcal {H}}|,} dla którego
{\displaystyle x\in {\boldsymbol {\Phi }}(c)\subseteq {\boldsymbol {\Phi }}(a)\Rightarrow {\boldsymbol {\Phi }}(b)\subseteq \smallsetminus {\boldsymbol {\Phi }}(a)\cup {\boldsymbol {\Phi }}(b),} skąd {\displaystyle {\boldsymbol {\Phi }}(c)\cap {\boldsymbol {\Phi }}(a)\subseteq {\boldsymbol {\Phi }}(b),} czyli {\displaystyle {\boldsymbol {\Phi }}(c\sqcap a)\subseteq {\boldsymbol {\Phi }}(b).}
Ponieważ {\displaystyle {\boldsymbol {\Phi }}} jest izomorfizmem, znaczy to, że {\displaystyle c\sqcap a\leqslant b,} czyli, że {\displaystyle c\leqslant a\to b,} a stąd {\displaystyle x\in {\boldsymbol {\Phi }}(c)\subseteq {\boldsymbol {\Phi }}(a\to b),} co było do pokazania.
Wymiar i topologia przestrzeni Stone’a
Załóżmy teraz, że {\displaystyle {\mathcal {H}}} jest wzbogaceniem algebry Boole’a.
Wówczas:
1. Każdy filtr pierwszy jest ultrafiltrem.
2. Jeśli {\displaystyle a\not \in F,} to {\displaystyle \neg a\in F,} dla {\displaystyle F\in {\mathcal {S}}_{\mathcal {H}}.}

Stąd wynika, po pierwsze, że przestrzeń Stone’a jest zerowymiarowa, bo jej baza {\displaystyle {\boldsymbol {\Phi }}(H),} składa się z elementów otwarto-domkniętych, co wynika stąd, że {\displaystyle \smallsetminus {\boldsymbol {\Phi }}(a)={\boldsymbol {\Phi }}(\neg a),\;a\in H,.}
Jeśli teraz {\displaystyle F,G\in {\mathcal {S}}_{\mathcal {H}}} są różne, to istnieją {\displaystyle f\in F\setminus G} i {\displaystyle g\in G\setminus F.} Wówczas też jednak {\displaystyle \neg f\in G} i {\displaystyle \neg g\in F,} skąd {\displaystyle f\sqcap \neg g\in F} i {\displaystyle g\sqcap \neg f\in G.} Oczywiście {\displaystyle F\in {\boldsymbol {\Phi }}(f\sqcap \neg g)} oraz {\displaystyle G\in {\boldsymbol {\Phi }}(g\sqcap \neg f),} zaś zbiory {\displaystyle {\boldsymbol {\Phi }}(f\sqcap \neg g)} i {\displaystyle {\boldsymbol {\Phi }}(g\sqcap \neg f)} są rozłączne. W ten sposób pokazaliśmy, że przestrzeń Stone’a jest przestrzenią topologiczną Hausdorffa.
Zwartość przestrzeni Stone’a
Załóżmy teraz, że {\displaystyle (\star )\;{\mathcal {S}}_{\mathcal {H}}=\bigcup \nolimits _{j\in J}{\boldsymbol {\Phi }}(a_{j})} dla pewnej rodziny {\displaystyle \{a_{j}\colon j\in J\}} elementów algebry {\displaystyle {\mathcal {H}}.} Niech dalej, dla {\displaystyle F\subseteq |{\mathcal {H}}|,} funkcja {\displaystyle \chi _{F}\colon |{\mathcal {H}}|\to \{0,1\}} będzie funkcją charakterystyczną zbioru {\displaystyle F.} Wówczas
{\displaystyle F\in {\mathcal {S}}_{\mathcal {H}}\;\Leftrightarrow \;\chi _{F}\in \mathbf {hom} ({\mathcal {H}},{\mathcal {B}}_{2}),} gdzie {\displaystyle {\mathcal {B}}_{2}} jest dwuelementową algebrą Boole’a, oraz
{\displaystyle F\in {\boldsymbol {\Phi }}(a)\;\Leftrightarrow \;a\in F\in {\mathcal {S}}_{\mathcal {H}}\;\Leftrightarrow \;(\chi _{F}(a)=1)\wedge (F\in {\mathcal {S}}_{\mathcal {H}})\;\Leftrightarrow \;\chi _{F}\in \mathbf {hom} ({\mathcal {H}},{\mathcal {B}}_{2})\cap \pi _{a}^{-1}\,{\grave {}}\,{\grave {}}\{1\},\;a\in |{\mathcal {H}}|,}
gdzie {\displaystyle \pi _{a}\colon {}^{|{\mathcal {H}}|}\{0,1\}\to \{0,1\}} jest funkcją rzutu na {\displaystyle a}-tą {\displaystyle (a\in |{\mathcal {H}}|)} współrzędną potęgi {\displaystyle {}^{|{\mathcal {H}}|}\{0,1\}} przestrzeni dyskretnej {\displaystyle \{0,1\}.} Tym samym, warunek {\displaystyle (\star )} równoważny jest warunkowi {\displaystyle \mathbf {hom} ({\mathcal {H}},{\mathcal {B}}_{2})=\bigcup \nolimits _{j\in J}{\big [}\mathbf {hom} ({\mathcal {H}},{\mathcal {B}}_{2})\cap \pi _{a_{j}}^{-1}(\{1\}_{\big ]}.}
Ponieważ produkt {\displaystyle {}^{|{\mathcal {H}}|}\{0,1\}} zwartych przestrzeni Hausdorffa, na mocy BPI, jest przestrzenią zwartą, a {\displaystyle \mathbf {hom} ({\mathcal {H}},{\mathcal {B}}_{2})} jest domknięty w {\displaystyle {}^{|{\mathcal {H}}|}\{0,1\},} zaś zbiory {\displaystyle \mathbf {hom} ({\mathcal {H}},{\mathcal {B}}_{2})\cap \pi _{a_{j}}^{-1}(\{1\})} są otwarte w topologii indukowanej na {\displaystyle \mathbf {hom} ({\mathcal {H}},{\mathcal {B}}_{2}),} istnieje skończone {\displaystyle J_{0}\subseteq J,} dla którego {\displaystyle \mathbf {hom} ({\mathcal {H}},{\mathcal {B}}_{2})=\bigcup \nolimits _{j\in J_{0}}{\big [}\mathbf {hom} ({\mathcal {H}},{\mathcal {B}}_{2})\cap \pi _{a}^{-1}\,(\{1\}){\big ]},} co oznacza, że {\displaystyle {\mathcal {S}}_{\mathcal {H}}=\bigcup \nolimits _{j\in J_{0}}{\boldsymbol {\Phi }}(a_{j}).}
Pokazaliśmy zatem, że z dowolnego pokrycia bazowego przestrzeni Stone’a algebry Boole’a można wybrać podpokrycie skończone, a to oznacza, że jest ona zwarta.
WniosekKażda algebra Boole’a jest izomorficzna z podalgebrą algebry zbiorów otwarto-domkniętych pewnej zerowymiarowej zwartej przestrzeni Hausdorffa.
UwagaZgodność odwzorowania Stone’a z działaniem dopełnienia kraty wynika ze związków:
{\displaystyle {\boldsymbol {\Phi }}(\bot )=\emptyset \quad {\mbox{i}}\quad {\boldsymbol {\Phi }}(\top )={\mathcal {S}}_{\mathcal {H}}.}